# Жуки (телесеріал)
«Жуќи» — російський комедійний-пригодницький телесеріал. Виробництвом проекту займається компанія Comedy Club Production. Зйомки серіалу проходять в селі Нижні Подгоричі Перемишльського району Калузької області Росії та околицях місцевого храму Миколи Чудотворця.
Прем'єра відбулася 2 вересня 2019 року о 20:00 на телеканалі ТНТ.
25 вересня 2019 року о 20:30 на ТНТ був показаний фільм про фільм «Жуки. За кадром».
22 жовтня 2019 року серіал був офіційно продовжений на другий сезон.
2 липня 2020 року стартували зйомки другого сезону серіалу. Прем'єрний показ нових серій розпочався 5 квітня 2021 року о 20:00.
29 квітня 2021 року о 20:30 на ТНТ відбулася прем'єра фільму про фільм «Жуки-2. За кадром», в якому креативні продюсери, сценаристи проекту Максим Пєшков і Сергій Нотаріус офіційно оголосили про продовження серіалу на третій сезон.
У травні 2024 року розпочалися зйомки четвертого сезону під назвою «Нові Жуки».
Прем'єра четвертого сезону відбулася на ТНТ та Premier 16 грудня 2024 року.

## Сюжет
Микита, Артемій і Денис, програмісти з Москви, розробили унікальний інтернет-додаток для смартфонів «TWIN». Але в останній момент багатомільйонна угода з інвестором зривається, і хлопців призвали на службу в армію. Вони вирішують вибрати альтернативну службу, і для цього вони їдуть у вигадане село Жуки Саратовської області, де намагаються довести свій проект до кінця. У Жуках хлопцям належить не тільки зіткнутися з сільським побутом, а й докласти зусиль для того, щоб обзавестися комп'ютером з доступом до інтернету.

## У ролях

### Головні ролі
| Актор                              | Роль                                                            |
| ---------------------------------- | --------------------------------------------------------------- |
| В'ячеслав Чепурченко               | Микита Давидов учитель інформатики                              |
| Вадим Дубровін                     | Артемій Шнайдер листоноша                                       |
| Павло Комаров                      | Ден (Денис) Попов помічник ветеринара                           |
| Максим Лагашкін                    | Сергій Маслов дільничний, лейтенант поліції                     |
| Володимир Єпіфанцев                | Толян (Анатолій) Герасимов чоловік Ірини                        |
| Катерина Стулова                   | Ірина Герасимова продавчиня, дружина Анатолія і коханка Артемія |
| Анастасія Акатова (1 сезон)        | Анна Громова колишня наречена Микити                            |
| Віктор Бичков                      | панотець Олександр                                              |
| Ігор Вєрник                        | Володимир Марченко інвестор                                     |
| Анатолій Журавльов                 | Олексій Іванович ветеринар                                      |
| Єлизавета Гончаренко (з 8-ї серії) | Діна доярка, дівчина Дена                                       |
| Дарина Алипова (з 20-ї серії)      | Катерина (Катя) Маслова дочка дільничного Маслова               |

### Другорядні ролі
| Актор                     | Роль                                                       |
| ------------------------- | ---------------------------------------------------------- |
| Олена Івченко (1-й сезон) | Евеліна Геннадіївна Громова депутат Держдуми РФ, мама Анни |
| Володимир Устюгов         | Альберт Олександрович (Санич) директор школи в Жуках       |
| Сергій Фролов             | Іван Іванович учитель                                      |
| Денис Мелешко             | Женя фізрук                                                |
| Карина Мішуліна           | Галина (Галя) Маслова дружина дільничного Маслова          |
| Михайло Паригін           | Олег Олександрович батько Діни                             |
| Анастасія Лапіна          | Тамара Петрівна мати Діни                                  |
| Валерій Новіков           | Віктор Миколайович губернатор Саратовської області         |

### Епізодичні ролі
| Актор                         | Роль                         |
| ----------------------------- | ---------------------------- |
| Олександр Робак (10-та серія) | Олександр вахтовик           |
| Раїса Рязанова (29-та серія)  | Раїса Миколаївна мама Толяна |

## Нагороди
- 15 березня 2020 року серіал отримав приз «Спеціальна згадка журі», а актор Максим Лагашкін став володарем нагороди в категорії «Найкраща чоловіча роль другого плану» на III Фестивалі багатосерійних художніх фільмів «Ранок Батьківщини»[9].
- 31 травня 2020 року серіал отримав Професійний приз Асоціації продюсерів кіно і телебачення в галузі телевізійного кіно у номінації «Найкращий комедійний серіал» на VIII премії АПКіТ[10].

## Список сезонів
| Сезон | Сезон | Серія            | Період трансляції   |
| ----- | ----- | ---------------- | ------------------- |
|       | 1     | 1-16 (16 серій)  | 2 — 24 вересня 2019 |
|       | 2     | 17-32 (16 серій) | 5 — 28 квітня 2021  |
|       | 3     | 33-48 (16 серій) | 5 — 28 грудня 2022  |

## Епізоди

### Сезон 1
| № серії | Опис | Прем'єра        |
| ------- | --- | --------------- |
| 1       | Микита, Денис і Артемій повинні продати свій додаток «TWIN» на великому IT-форумі, але, намагаючись підкотити до симпатичної дівчини, Ден хімічить у програмному коді нейромережі, через що презентація провалюється. Інвестор дає хлопцям шанс все виправити і обіцяє 100 000 євро, коли вони усунуть всі баги. Хлопці святкують успішну операцію, але на презентацію заявляються співробітники військкомату і забирають їх. Щоб хлопців не розкидали по різних частинах, Микита вирішує організувати їх відправку втрьох на альтернативну службу. Так герої опиняються в селі Жуки. | 2 вересня 2019  |
| 2       | Переночувавши в стогу сіна, хлопці вирішують, що їм треба повертатися в село і шукати комп'ютери, адже їхня техніка згоріла під час пожежі. Але Маслов знаходить хлопців швидше, ніж вони встигають посваритися між собою, і везе їх у новий будинок. Не підозрюючи, що хлопці думають тільки про те, щоб скоріше звалити з села, Маслов розповідає, що у них в школі є інтернет, а у божевільного художника, який приїхав в Жуки на реабілітацію, є ноутбук. | 2 вересня 2019  |
| 3       | Не дивлячись на те, що хлопці затягнули, інвестор дає їм ще один шанс. Він просить Дениса відповісти на технічні питання аудиторів, але за Деном приходить головний ветеринар і забирає його в корівник: адже Денис на альтернативній службі і повинен займатися своїми прямими обов'язками. У підсумку, він змушений ховати від начальника свій телефон … у корові. | 2 вересня 2019  |
| 4       | Микита вирішує безпосередньо підкупити Маслова, щоб лише бути в списка на альтернативній службі, а перебувати в Москві. Маслов погоджується, ось тільки Микита ще не знає про одну особливість організму лейтенанта; в результаті поїздка додому під великим питанням. Толян підозрює Іру, що вона йому зраджує, але це не заважає Артемію ризиковано займатися з нею сексом в полі, поки Толян від'їжджає на заправку. В цей же час Денис змушує батька Олександра заради сталого інтернет-з'єднання лізти на дзвіницю під час грози…                                                | 3 вересня 2019  |
| 5       | Не дочекавшись швидкого повернення Микити в Москву, до села приїжджає його наречена Аня — тепер йому доведеться піклуватися ще й про свою дівчину. Простудившись, Денис намагається роздобути ліків у місцевого фельдшера, але врешті решт знайомиться з народними засобами лікування — пиячить в лазні до втрати свідомості. Артемія за толерантні погляди і терпимість до меншин скидають з мосту. | 4 вересня 2019  |
| 6       | Повільно, але вірно додаток доробляється, залишається зовсім небагато. Але, коли інвестор надіслав правки по дизайну, Артемій опинається в жорсткій депресії. Денис для виведення Артемія з неї просить допомогти, замість психолога, батька Олександра. Аня вирішує зварити суп, але опиняється на дні колодязя, а Микита вибиває у губернатора області комп'ютери, — внаслідок чого чиновник погрожує особисто привезти їх в Жуки. | 5 вересня 2019  |
| 7       | Дизайн додатка готовий, функціонал теж, але на цей раз інвестора не влаштовує назва; його потрібно поміняти. Придумати його обіцяє креативний Артемій, але в підсумку, він обжерся місцевих грибів і ледь не потрапив на той світ. Микита і Аня, щоб приспати пильного Маслова, розігрують підготовку до весілля, але в підсумку змушені ховати Аню в погребі. | 9 вересня 2019  |
| 8       | Артемій знову перепихнувся з Ірою і в підсумку продавчиня сільпо вирішує кинути Толяна і виїхати з Артемієм в Москву. Микита відкриває в школі комп'ютерний клуб, щоб заробити гроші на реконструкцію, але в результаті школу розносять ще сильніше. Денис знайомиться на фермі з дояркою Діною. | 10 вересня 2019 |
| 9       | Інвестор вирішує сам приїхати в Жуки, щоб підписати контракт з хлопцями, — але, в підсумку, потрапляє у ведмежий капкан. Микита і Артемій намагаються його врятувати, щоб Маслов нічого не запідозрив. Діна просить Дениса полагодити зламаний телевізор. Він думає, що вона натякає на секс, але в підсумку, все виявляється не так. | 11 вересня 2019 |
| 10      | Інвестор лежить без свідомості після потрапляння в капкан і удару деревом по голові. Хлопці доглядають за ним, але раптово приходить Маслов і просить їх швидко з'їхати, тому що з вахти повернувся реальний господар будинку. Сховавши інвестора під ліжко, вони йдуть дивитися новий будинок. Панотець Олександр застукав Артемія та Іру в магазині і, здається, придумав причину, щоб не вінчати Толяна і його розкуту дружину. | 12 вересня 2019 |
| 11      | Після двох днів без свідомості інвестор нарешті приходить до тями, але з'ясовується, що він зовсім нічого не пам'ятає і думає, що його викрали. Аню вкусила бджола, і вона змушена виїхати лікуватися в Москву. Толян вирішує знайти Артемію другу половинку з місцевих жінок, ось тільки Ірі ця ідея зовсім не подобається. | 16 вересня 2019 |
| 12      | Інвестор остаточно прийшов в себе і збирається повернутися в Москву, але дізнається, що повертатися йому нікуди — в його фонді йдуть обшуки, а сам він перебуває в розшуку. Вирішуючи свої проблеми, інвестор потрапляє на очі Маслову і змушений вдавати бомжа. Денис намагається довести Діні, що він справжній мужик і може за неї заступитися, але у нього це не зовсім виходить. Іра назвала уві сні ім'я Артемія і тепер Толян намагається вибити з москвича правду. | 17 вересня 2019 |
| 13      | Аня і Микита вирішують одружитися за допомогою відеозв'язку, ось тільки інтернет в селі працює з перебоями. Маслов і Артемій намагаються помирити Толика і Іру нестандартним способом — напоїти їх і укласти в одну ліжко. Інвестор вирішує повернути втрачений капітал за допомогою будівництва криптоферми в церкві. | 18 вересня 2019 |
| 14      | Після невдалого весілля Микита вирішує поїхати до Ані в Москву і вибачитися перед нею. Він навіть придумав план, щоб Маслов його відпустив, але ідеальних планів не буває. Артемій бачить по телевізору, що за інформацію про місцезнаходження інвестора оголосили винагороду, і вирішує скористатися такою можливістю, щоб втекти з Жуків. У Дениса з Діною намічається перший секс; дізнавшись про це, ветеринар дає Денису важливу пораду, якою він, на жаль, скористався. | 19 вересня 2019 |
| 15      | Інвестор їде в Москву здаватися, залишивши Денису компромат на флешці заради своєї безпеки. Поки Денис чекає сигналу від інвестора, флешку випадково з'їдає кінь і тепер її потрібно обов'язково дістати, адже від цього залежить доля інвестора. Толян просить Маслова знову посадити його до в'язниці, щоб більше не бачити Іру. Маслов не погоджується, і Толян придумує все більш тяжкі способи, щоб змусити його це зробити. | 23 вересня 2019 |
| 16      | Перепробувавши всі доступні способи, Микита, Денис і Артемій вирішуються на відчайдушний крок — увечері втекти з Жуків до Москви. Щоб відвернути Маслова, Микита викрадає машину з будматеріалами для школи. Артемій намагається попрощатися з Ірою і Толяном, але вони думають, що москвич вирішив покінчити життя самогубством. Денис нарешті позбавляється невинності з Діною і хоче відвезти її разом з собою в Москву, але у родичів Діни на це інша думка. | 24 вересня 2019 |

### Сезон 2
| 1 (17) | Після невдалої спроби втечі Микита, Денис і Артемій продовжують нести альтернативну службу в Жуках. Несподівано в село приїжджає інвестор з повною сумкою грошей і бажанням вкласти їх в додаток «TWIN», над яким працюють хлопці. Маслову це не подобається, і він вирішує позбутися інвестора будь-яким способом, хоча б і незаконним. | 5 квітня 2021 | - | 2 (18) | Маслов вводить режим особливого контролю та збирається весь день перевіряти хлопців на місці роботи. Щоб не попасти на очі Маслову, Денис залишає замість себе в полі опудало, а сам йде розшукувати зниклу сумку з грошима. Толян хоче з'ясувати в подробицях, як Артемій ублажав його дружину Іру. А Микита допомагає директору школи зареєструвати аккаунт у соцмережі. | 5 квітня 2021 | - | 3 (19) | Коли Маслов напивається, його просять повернути гроші інвестора, але в сейфі їх вже немає. Герої дізнаються, що гроші були переховані в церкві, і вирішують їх забрати. Але дільничний тим часом згадує, куди він сховав сумку, і теж біжить до церкви. Вже на дзвіниці Маслов намагається відняти сумку в інвестора, і під час боротьби гроші вивалюються з сумки і вітер розносить їх по всьому селу. Тим часом Денис та батьки Діни з'ясовують стосунки, а Артемій на пошті ховає Ірину в посилковий ящик, який Толян відвозить до міста. | 6 квітня 2021 | - | 4 (20) | У село приїжджає Катя, дочка дільничного Маслова. Дівчині доведеться повідомити батькові, що її відрахували зі школи міліції. Микита намагається допомогти їй, для чого розробляє черговий безглуздий план. В цей же час інвестор і панотець Олександр їдуть в адміністрацію району «вибивати» новий трансформатор для запуску криптосерверів. Інвестор у шоці від сільських методів перерозподілу лімітованих матеріальних благ. Ірина намагається написати вірші про те, що її хвилює. | 7 квітня 2021 | - | 5 (21) | Інвестор, Толян і панотець Олександр їдуть до сусіднього села, щоб вкрасти такий потрібний їм трансформатор. Дільничний Маслов змушує Артемія і Микиту ремонтувати дах його поліцейської дільниці. Катя «западає» на Микиту, що вкрай не подобається Маслову. Денис запідозрив, що Діна зустрічається з одним з працівників ферми, і намагається продемонструвати їй свою небайдужість. | 8 квітня 2021 | - | 6 (22) | Хлопці разом з інвестором придумують розкрутку програми за допомогою фігур на полях і попадання до книги світових рекордів. Маслов і Катя стежать за ними, і для них дії хлопців виглядають дуже підозріло. Денис замовив суші, щоб помиритися з Діною, але виявилося, що ветеринар теж раніше ніколи їх не пробував. | 12 квітня 2021 | - | 7 (23) | Микита хоче налагодити відносини з Масловим і наймає автослюсаря, щоб той полагодив поліцейський УАЗик. Слюсар знімає старий гальмівний шланг, а новий поставити не встигає. Артемій прикидається божевільним, щоб Катя не дізналася про їхні стосунки з Ірою; для цього йому доводиться гуляти по селу в жіночій сукні. А інвестор пішов працювати на ферму замість Дениса і намагається пояснити Діні і місцевим дояркам, що таке харассмент. | 13 квітня 2021 | - | 8 (24) | Додаток хлопців стає популярним у світі, навантаження на сервери зростає, і Денис встановлює спеціального голосового помічника, який допомагає йому справлятися із збільшеною температурою в серверній. Але Діна думає, що у Дениса з'явився хтось інший. Артемій помилково доставив посилку не тому адресату і тепер намагається її повернути, але вміст посилки настільки сподобався її новому власникові, що він не хоче з нею розлучатися. Катя і Микита намагаються провчити Артемія, щоб він, зустрічаючись з Ірою, перестав ризикувати життям. | 14 квітня 2021 | - | 9 (25) | Після того, як Толян дізнався, що Артемій та Іра знову переспали, Маслов замикає його в поліцейській дільниці і збирає всіх на нараду. Поки всі думають, що робити далі, Толян збігає і починає полювати за Артемієм та Ірою. До кабінету ветеринара встановили комп'ютер, і Денис замість того, щоб провести ніч з Діною, змушений постійно бігати на ферму і пояснювати ветеринарові, як влаштований Інтернет. | 15 квітня 2021 | - | 10 (26) | Сервери програми не витримали навантаження і відключилися. Щоб купити нові, Микита та інвестор намагаються будь-яким способом позичити гроші у місцевої самогонниці. Толян переїжджає жити до хлопців замість Артемія, і Микита доручає Денису позбутися його. Денис сідає пити з Толяном і з кожною новою склянкою все більше співчуває йому. А Маслов запросив на шашлики свого старого друга, щоб він допоміг відновити Катю в школі поліції. Але Катя готова піти на все, щоб цього не сталося. | 19 квітня 2021 | - | 11 (27) | Хлопці встановили GPS-маячок на УАЗик Маслова, щоб завжди знати, де він знаходиться, і спокійно працювати над додатком замість альтернативної служби. Але Маслов дізнається про це і вирішує їх провчити. Денис з Діною разом сіли на дієту і вирішили не їсти весь день, але більше всіх від цього страждає ветеринар. | 20 квітня 2021 | - | 12 (28) | Маслов просить Микиту стати його особистим тренером, щоб підготуватися до чергової переатестації, але після утомливих тренувань, виснажливої дієти і тривалих лазневих процедур Маслов вже сам не радий, що вплутався в цю авантюру. Катя весь цей час спостерігає за ними і вже не може приховувати своїх почуттів до Микити. А у Артемія і Іри проблеми з сексом. Артемій для їх вирішення звертається до психолога, а Іра використовує перевірені народні методи і підсипає йому в борщ сільську віагру. | 21 квітня 2021 | - | 13 (29) | Інвестор після вогнепального поранення лежить в лікарні. Маслов думає, що він помер, і Катя з Микитою вирішують поки не розповідати йому правду. Маслов прощається з селом і їде здаватися в поліцію, але по шляху зустрічає «мертвого» інвестора. До Толяна приїжджає його мати, і він просить Артемія хоча б на день прикинутися, що Іра все ще живе з Толяном. Але від власної матері нічого не приховаєш. А Денис ніяк не може визначитися, чи хоче він одружитися на Діні чи ні, і на допомогу йому приходить ветеринар. | 22 квітня 2021 | - | 14 (30) | Представники американського фонду ніяк не можуть додзвонитися до лежачого в лікарні інвестора і думають, що він хоче продати додаток конкурентам. Коли інвестор приходить в себе, пропозиція американців зростає у декілька разів. Маслов заявляє Микиті, що перериває його альтернативну службу. Щоб перешкодити йому, один із шкільних вчителів дзвонить Маслову від імені якогось полковника і різко вимагає залишити альтернативника в селі. Артемій думає, що Іра вагітна. | 26 квітня 2021 | - | 15 (31) | Маслов вирішує помиритися з інвестором і забирає його з лікарні. Інвестор повідомляє хлопцям радісну новину — їх додаток купив американський фонд і ввечері вони повинні вилетіти до Лос-Анджелеса; але хлопці не хочуть їхати, і Микита повинен сказати про це інвестору. Іра зробила тест на вагітність, який виявився позитивним, — але не знає, від кого дитина. Денис за допомогою класичної музики хоче збільшити надої молока на фермі. | 27 квітня 2021 | - | 16 (32) | Маслов весь день готується до святкування свого дня народження на галявині. Денис ніяк не може звикнути, що йому тепер потрібно називати батьків Діни татом і мамою. Увечері в розпал святкування дня народження Маслова хлопці дізнаються, що інвестор втік разом з їх застосунком. Все село кидається в погоню. | 28 квітня 2021 |

### Сезон 3
| № серії | Опис | Прем'єра |
| ------- | ---- | -------- |
| 1 (33)  |      | TBA      |
| 2 (34)  |      | TBA      |
| 3 (35)  |      | TBA      |
| 4 (36)  |      | TBA      |
| 5 (37)  |      | TBA      |
| 6 (38)  |      | TBA      |
| 7 (39)  |      | TBA      |
| 8 (40)  |      | TBA      |
| 9 (41)  |      | TBA      |
| 10 (42) |      | TBA      |
| 11 (43) |      | TBA      |
| 12 (44) |      | TBA      |
| 13 (45) |      | TBA      |
| 14 (46) |      | TBA      |
| 15 (47) |      | TBA      |
| 16 (48) |      | TBA      |

## Саундтрек
- «Есть как есть» [Архівовано 13 червня 2021 у Wayback Machine.] — Вадяра Блюз (учасник об'єднання «Gazgolder»).

## Рецензія
- Рецензія на серіал «Жуки»: Страх і огида в російській глибинці [Архівовано 13 червня 2021 у Wayback Machine.] // Film.ru, 10 вересня 2019
- Дауншифтінг мимоволі: чому новий серіал "«Жуки» припаде до смаку аудиторії телеканалу ТНТ [Архівовано 5 жовтня 2019 у Wayback Machine.] // Tricolor TV Magazine, 5 вересня 2019
- «Сівши. Нікуди тут йти»: рецензія на серіал «Жуки» [Архівовано 13 червня 2021 у Wayback Machine.] // Газета.Ru, 2 вересня 2019
- Рецензія на серіал «Жуки»: як авторам «Інтернів» знову вдалося створити комедійний хіт [Архівовано 13 червня 2021 у Wayback Machine.] // Вокруг ТВ, 30 серпня 2019